# Мернбах
Мернбах (нем. Mehrnbach) — община (нем. Gemeinde) в Австрии, в федеральной земле Верхняя Австрия. 
Входит в состав округа Рид-им-Иннкрайс .  Население составляет 2300 человек (на 31 декабря 2005 года). Занимает площадь 22 км². Официальный код  —  41214.

## Политическая ситуация
Бургомистр общины — Петер Бан (АПС) по результатам выборов 2003 года.
Совет представителей общины (нем. Gemeinderat) состоит из 25 мест.
- АНП занимает 11 мест.
- СДПА занимает 7 мест.
- АПС занимает 7 мест.